# Vorweiden
Vorweiden ist ein östlicher Stadtteil von Würselen in der Städteregion Aachen. Südlich liegt Broichweiden, nordwestlich Euchen und nordöstlich Linden-Neusen.

## Geschichte
Von 1798 bis 1814 gehört Vorweiden zum Kanton Eschweiler. Am 30. November 1847 wird die vom Architekten Johann Peter Cremer entworfene evangelische Kirche eingeweiht. 1926 wird aus Vorweiden, Hoengen, Mariadorf, Warden, Kinzweiler und Lürken die evangelische Kirchengemeinde „Vorweiden-Lürken“ gebildet. Zu dieser Zeit zogen aufgrund des sich ausweitenden Bergbaues viele Protestanten in die Region, so dass die Gemeinde 1927 Mitglieder an die neu errichtete Kirchengemeinde „Alsdorf-Baesweiler“ abgibt. 1928 wird die Schule gebaut. Heute gehört Vorweiden zum Pfarrbezirk „Hoengen-Broichweiden“ im Kirchenkreis Aachen. 1934 wird Vorweiden Teil der neuen Gemeinde Broichweiden, welche am 1. Januar 1972 zu Würselen kommt.

## Verkehr
Broichweiden liegt an der Landesstraße L 223 (ehemals B 264) zwischen Aachen und Eschweiler.
Die AVV-Buslinien 11 und WÜ1 der ASEAG verbinden den Ort mit Aachen, Alsdorf und dem restlichen Stadtgebiet von Würselen. Zusätzlich verkehrt in den Nächten vor Samstagen sowie Sonn- und Feiertagen die Nachtexpresslinie N9 der ASEAG.
| Linie | Verlauf |
| ----- | --- |
| 11    | Walheim Hasbach – Walheim – Nütheim – Schleckheim – Oberforstbach / Oberforstbach Gewerbegebiet – Lichtenbusch – Waldfriedhof – Burtscheid – Marienhospital – Aachen Hbf – Misereor – Elisenbrunnen – Aachen Bushof – Ludwig Forum – Talbot – Haaren – Würselen Kaninsberg – Weiden – Vorweiden – Linden-Neusen – (Broich –) Broicher Siedlung – Blumenrath – Montanstraße – Mariadorf – Hoengen |
| WÜ1   | (Stadtbus Würselen) Euchen – Broich – Linden-Neusen – Vorweiden – Weiden – Gewerbegebiet Aachener Kreuz – Würselen – Kohlscheid – Kohlscheid Bf |
| N9    | Nachtexpress: nur in den Nächten vor Samstagen sowie Sonn- und Feiertagen Elisenbrunnen – Aachen Bushof – (Liebigstr. → Haaren → / ← Alter Tivoli ← Scherberg ← Würselen ← Alsdorf) Weiden – Vorweiden – Linden-Neusen – Broicher Siedlung – Alsdorf-Mariadorf – Siedlung Ost – Alsdorf Annapark                                                                                                 |

Die nächsten Anschlussstellen sind „Broichweiden“ und „Aachen-Zentrum/Würselen“ an der A 44 und der A 544. Die Hauptdurchfahrtstraße wird seit dem 10. Juni 2011 durch die neue Kreisstraße 34 (K 34) entlastet. Die nächsten Bahnhöfe sind „Eschweiler Hbf“ und „Bahnhof Herzogenrath“.